# Citroën Typ B10
Der Citroën Typ B10 war ein Fahrzeug von Citroën, welches in verschiedenen Bauarten von 1924 bis 1925 gefertigt wurde.

## Beschreibung
Der Citroën Typ B10 ersetzte 1924 die Limousine des Citroën Typ B2. Im Wesentlichen war es ein Typ B2, der aber als erster Personenkraftwagen in Europa eine Karosserie ganz aus Stahl hatte.
Der B10 war der erste Pkw in Europa, der weitestgehend in Fließbandfertigung produziert wurde. Wie der B2 wurde er von einem 4-Zylinder-Ottomotor über ein unsynchronisiertes 3-Gang-Schaltgetriebe angetrieben. Der Motor leistete 20 PS bei 2100/min mit 1452 cm³ Hubraum (Bohrung 68 mm, Hub 100 mm). Die Höchstgeschwindigkeit sank geringfügig auf 70 statt 72 km/h. Der Grundpreis betrug 25.000 Franc. Anfang 1925 folgte der Torpedo ebenfalls mit Ganzstahlkarosserie, wodurch der Preis von bisher 18.000 Franc mit Holzrahmen auf 19.000 Franc stieg.
Bis 1925 wurden insgesamt 17.259 Exemplare des B10 gefertigt und die Baureihe dann durch den verbesserten Citroën B12 ersetzt.

## Ganzstahlkarosserie
Bis zum Erscheinen des B10 von Citroën 1924 wurden Karosserien (Ausnahmen bei Einzelanfertigungen oder Kleinserien) in der Art des Kutschenbaus mit einem der Karosserieform angepassten Holzskelett hergestellt, entweder aus Esche oder aus Buche. Auf der Außenseite des Holzrahmens, sowohl im Inneren als auch im äußeren Bereich der Karosserie, wurden Bleche aus Stahl aufgenagelt, die jedoch insbesondere den Rahmen, aber auch das Innere nicht dauerhaft vor Wettereinflüssen schützten. Zu Beginn der Produktion des B10 funktionierte die Biegung des Materials noch nicht optimal, sodass sich die Rahmen kurz nach Fahrtbeginn etwas verzogen und zum Beispiel die Türen mitunter von selbst aufsprangen. Das war dem Ruf von Citroën abträglich. Das vom B2 übernommene Fahrgestell wurde durch Stahlverstärkungen innerhalb kurzer Zeit immer weiter verbessert, bis die Probleme überwunden waren. Um diese Anfangsschwierigkeiten vergessen zu machen, wurde der B10 nach nur einem Jahr Bauzeit durch den B12 ersetzt.
Die Idee zur Ganzstahlkarosserie bezog André Citroën von dem amerikanischen Ingenieur Edward Gowen Budd, mit dem er 1923 in Geschäftsbeziehung trat und ihn beauftragte, Ganzstahlkarosserien für Citroën zu entwerfen und die Produktion einzurichten und zu überwachen. 1899 hatte Budd begonnen, Ganzstahlkarosserien für Eisenbahnwagen zu entwickeln, bevor er Ganzstahlkarosserien für Autohersteller entwarf und produzierte, insbesondere Pullman-Karosserien. Dodge war der erste große Automobilhersteller in Nordamerika, der mit Budd zusammenarbeitete. In Europa bestand nun mit dem Citroën B10 die Möglichkeit, seine Entwicklung bekannter zu machen.
Ebene dünne Blech aus Stahl sind strukturell schwach und verformbar, aber wenn sie durch Tiefziehen unter Druck in eine dreidimensionale Form gebracht werden, ergibt sich eine viel höhere Steifigkeit. Durch das Verschweißen dieser dreidimensionalen Bleche zu Hohlprofilen konnten Fahrzeugkarosserien viel steifer, fester und leichter als eine Karosserie aus Holz und Stahlblechen ausgeführt werden. Das geringere Gewicht ergab eine bessere Beschleunigung und niedrigeren Kraftstoffverbrauch. Andererseits wurden zur Produktion schwere und teure Pressen benötigt.
In Deutschland führte das dazu, dass viele Autohersteller ihre Karosserien bei Ambi-Budd in Berlin, dem von Budd errichteten Karosseriewerk, in Auftrag gaben. Unabhängig davon, ob die Karosserien von einem Karosseriewerk bezogen oder wie bei Citroën im eigenen Werk hergestellt wurden, waren weitere hohe Investitionen für Werkzeuge nötig, um die fahrzeugtypisch individuellen Karosserieteile anbringen zu können. Nachdem aber all diese Investitionen getätigt waren, konnten die Fahrzeuge schneller und billiger produziert werden als nach der „Kutschenbau-Methode“.
Lag die tägliche Produktion bei Citroën 1924 bei 200 Fahrzeugen pro Tag, stieg sie 1928, als alle Modelle Ganzstahlkarosserien hatten, auf 400 pro Tag und damit zu einem Anteil von 30 % der in Frankreich produzierten Autos zu der Zeit. Die Herausforderung der neuen Produktionsweise bei den Anfangsinvestitionen betraf nicht nur die Autohersteller, sondern auch deren Banken und andere Investoren, da die meisten Hersteller nicht eigenständig waren. Die Kosten amortisierten sich bei den meisten Modellen erst nach einer Produktionszeit von fünf Jahren oder mehr. Zudem musste die Belastung der möglichen Finanzierung der Maschinen aufgefangen werden. Die technische Entwicklung beschleunigte sich, sodass es bei den Massenherstellern häufigere Modellwechsel gab. In den späteren 1920er- und frühen 1930er-Jahren konnten daher die führenden Automobilhersteller im Volumensektor Marktanteile hinzugewinnen, während kleinere Wettbewerber den Betrieb einstellen mussten.
Auch bei Citroën führte die Umstellung zu Problemen bei den Finanzen, obwohl oder gerade weil Citroën der erste Autohersteller in Europa war, der Ganzstahlkarosserien baute. Die hohen Kosten der Entwicklung und Produkteinführung des Citroën Traction Avant mit seiner selbsttragenden Karosserie führte Citroën in die Insolvenz. Das Unternehmen wurde von Michelin übernommen.

## Einstufung im französischen Steuer- und Versicherungssystem
Der Wagen war, wie seine beiden Vorgänger, ein 10 CV.